# Kleine sneeuwroem
Kleine sneeuwroem (Scilla sardensis) is een bolgewas dat behoort tot de aspergefamilie (Asparagaceae). De plant komt van nature voor in Boz-Dagh en Mahmout Dagh bij Izmir in Klein-Azië, op vochtige noordflanken in dennenbossen op ongeveer 550 m hoogte. De plant komt in West-Europa voor als tuinplant, en is hier en daar ingeburgerd als stinsenplant. Kleine sneeuwroem wordt sinds 1887 aangeplant in siertuinen en parken.

## Naamgeving
De wetenschappelijke naam van de soort werd in 1883 als Chionodoxa sardensis in de herfstcatalogus van de Londense kwekerij Barr & Son gepubliceerd door Peter Barr en Edward Sugden. De naam "sardensis" verwijst naar de oude stad Sardis, die te zien zou zijn vanuit Mahmout Dagh, waar de soort voor de kwekerij werd verzameld. In 1971 plaatste Franz Speta alle soorten die tot dan in het geslacht sneeuwroem (Chionodoxa Boiss.) werden geplaatst, in het geslacht sterhyacint (Scilla L.). Die opvatting is sindsdien langzaamaan door diverse gezaghebbende instellingen overgenomen.

## Kenmerken
Kleine sneeuwroem is een bolgewas dat 5–15 cm hoog wordt. De plant heeft 2-3 bladeren, die tot 13,6 cm lang en 1,5 cm breed zijn. De plant bloeit in april. De bloeiwijze is een tros, en bestaat uit 4-12 bloemen die aan één kant van de tot 14 cm lange bloeistengel zitten. De iets knikkende bloemen zijn donkerblauw met een klein, bleek of wit hart. De bloemdekbladen zijn 8–10 mm lang en 2–4 mm breed en zijn aan de basis over 30 tot 40% van de lengte met elkaar vergroeid. De stijl is 2–3 mm lang. De meeldraden zijn aan de basis bandvormig verbreed en staan dicht bij elkaar in het midden van de bloem, aldus een kokertje vormend.